# Pakość
Pakość (deutsch Pakosch) ist ein Ort in der Gemeinde Pakość im Powiat Inowrocławski der polnischen Woiwodschaft Kujawien-Pommern.

## Geographische Lage
Die Ortschaft liegt etwa 33 Kilometer südlich der Stadt Bydgoszcz (Bromberg) und zehn Kilometer westlich der Stadt Inowrocław  (Hohensalza) in einer sumpfigen Niederung am Ausfluss der Netze aus dem Pakoscher See. 

## Geschichte

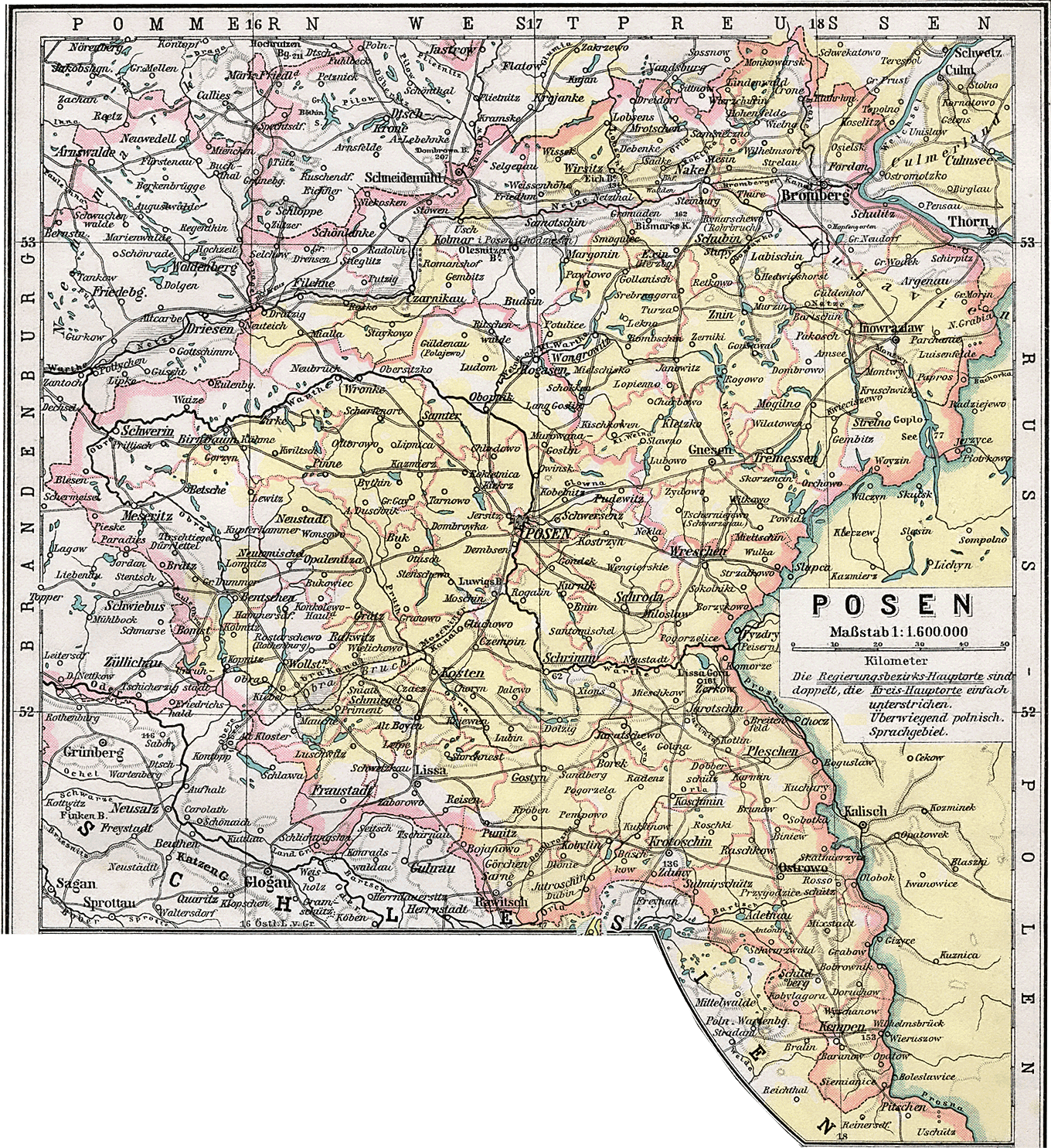
Pakosch, südlich der Stadt Bromberg und westnordwestlich der Stadt Inowrazlaw (Hohensalza), auf einer Landkarte der Provinz Posen von 1905 (gelb markierte Flächen kennzeichnen Gebiete mit seinerzeit mehrheitlich polnischsprachiger Bevölkerung)

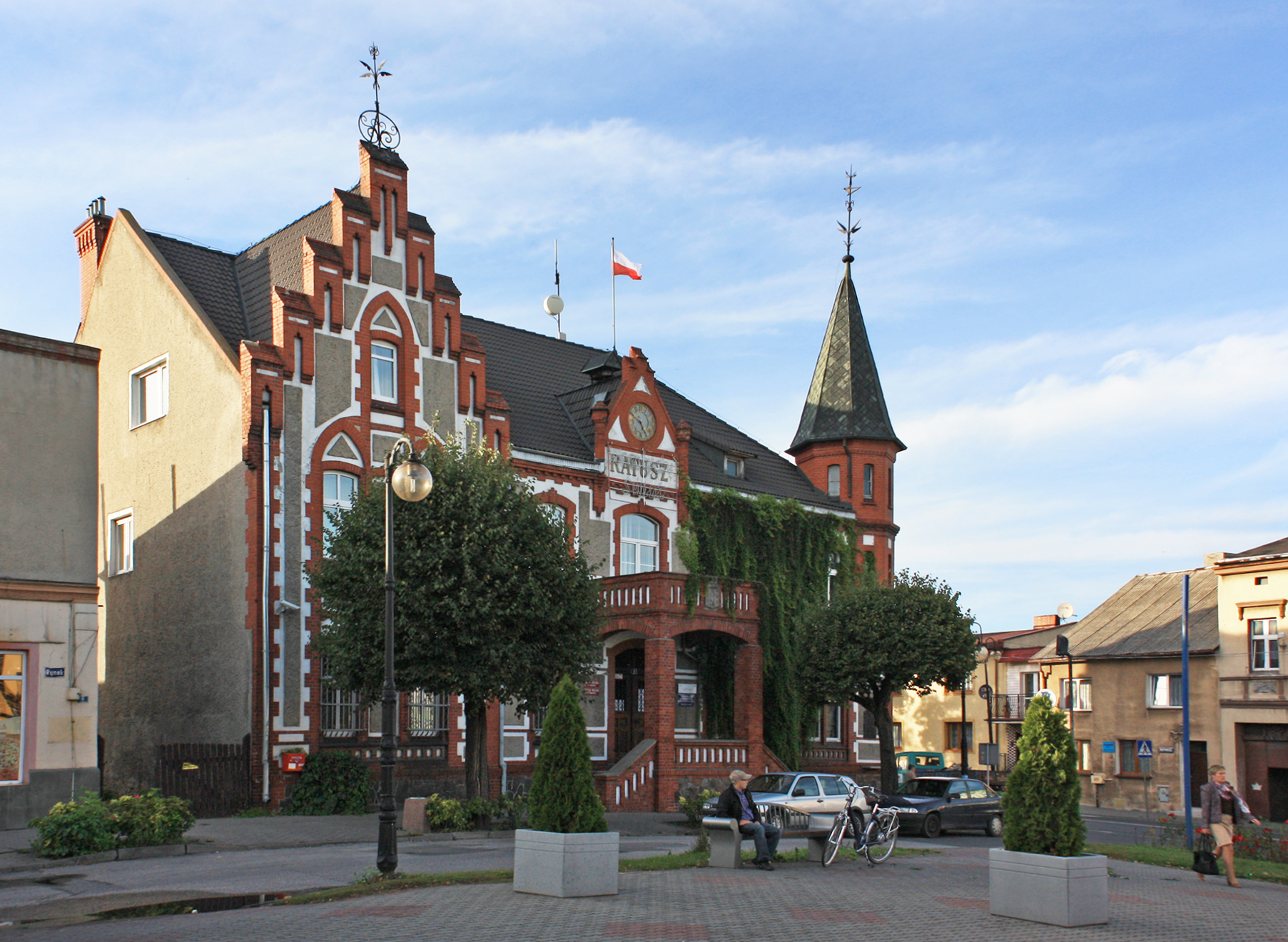
Rathaus am Marktplatz, erbaut 1907 (Aufnahme 2012)

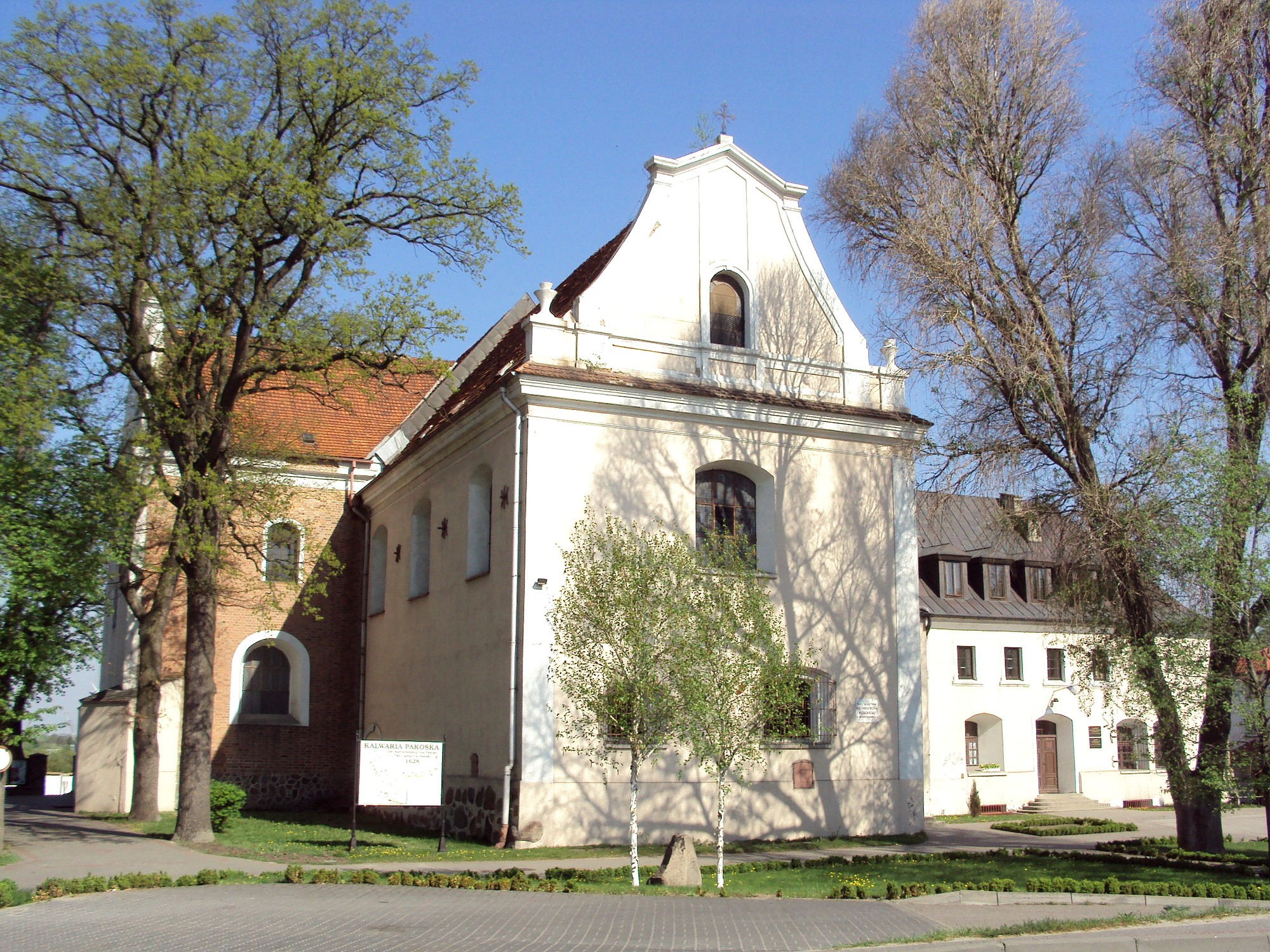
Franziskanerkloster (2012)

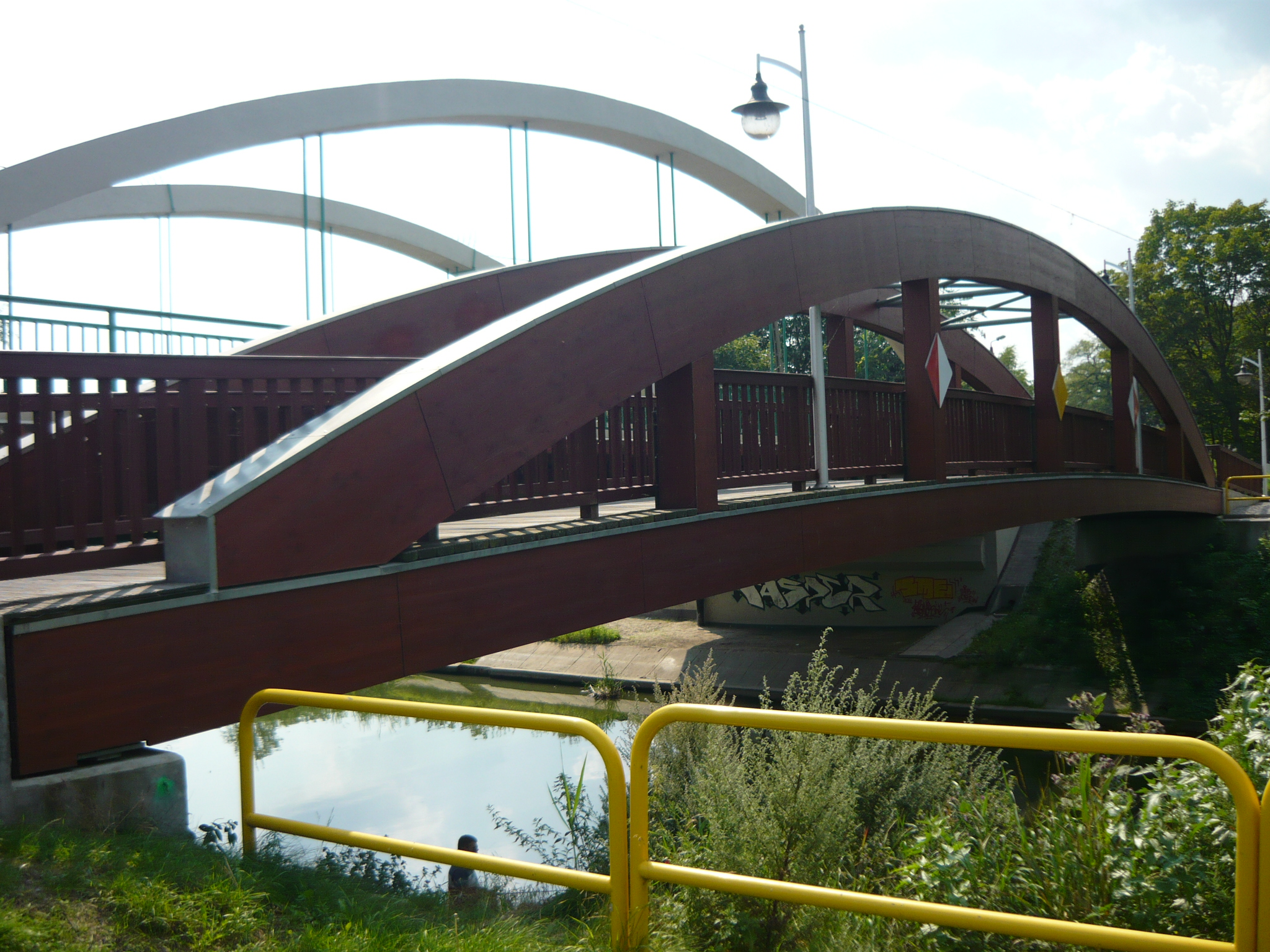
Netzebrücke

Im Jahr 1259 ließ hier Herzog Kasimir von Kujawien eine kleine Festung erbauen, die den Bewohnern der Umgebung Schutz vor Raubzügen der Pommern bieten sollte. Während des Kriegs des Deutschen Ordens mit Polen in den Jahren 1331–1333 war die Burg Pakosch die einzige in Kujawien, die den Angriffen der Ordensritter glücklich widerstand. Ein Enkel Kasimirs erteilte am 26. März 1356 dem Erbherren Albert des Orts das allgemeine Recht, Städte und Dörfer zu gründen, und befugte am 9. Februar 1359 insbesondere dessen Bruder und Mitbesitzer Hektor dazu, auf ihrem Gutsbezirk eine Stadt nach deutschem Recht zu gründen, und zwar unter gänzlicher Aufhebung aller polnischen Rechte und Lasten mit Befreiung von der Amtsgewalt polnischer Würdenträger.
Nachdem die Grundherrschaft Jahrhunderte später an die Familie Działyński gekommen war, wurde 1631 auf dem Gelände des zerstörten Schlosses ein Reformatenkloster gestiftet, dem eine Lateinschule angeschlossen war. Ein Mitglied dieser Familie, der schwärmerisch veranlagte Sigismund, unternahm eine Reise nach Palästina und ließ nach seiner Rückkehr 1660 um die Stadt herum 25 Kapellen errichten, um die Stadt in einen Wallfahrtsort zu verwandeln und Ablässe zu erteilen.
1772 kam Pakosch mit dem Netzedistrikt zu Preußen. Zum Zeitpunkt der Inbesitznahme war die Ortschaft hauptsächlich von Polen bewohnt; später siedelten sich einige evangelische deutsche Familien an. Im letzten Quartal des 18. Jahrhunderts wurden hier jährlich neun Jahrmärkte gehalten.
Die Stadt war Teil der Grundherrschaft Pakosch, zu der um 1788 außer der Stadt selbst noch die Ortschaften Dombrowo, Laski, Lankowo, Mockro, Radlaweck, Ribitwy und Wielowies gehörten und deren Besitzer um diese Zeit der Landschaftsrat von Gerhard war.
Um 1910 hatte die Stadt eine evangelische Kirche, eine katholische Pfarrkirche, eine Synagoge, eine gewerbliche Fortbildungsschule, Getreidehandel, Pferde- und Viehmärkte, eine Molkerei, Mühlen, eine Zuckerfabrik und Holzsägewerke.
Die Stadt gehörte bis 1919 zum Kreis Mogilno im Regierungsbezirk Bromberg in der preußischen Provinz Posen des Deutschen Reichs, musste dann jedoch aufgrund der Bestimmungen des Versailler Vertrags am 10. Januar 1920 an die Zweite Polnische Republik abgetreten werden. Nach dem Überfall auf Polen 1939 durch die deutsche Wehrmacht wurde die Stadt völkerrechtswidrig in das Reichsgebiet eingegliedert und anschließend dem Reichsgau Wartheland zugeordnet, zu dem es bis 1945 gehörte. Gegen Ende des Zweiten Weltkriegs wurde die Ortschaft von der Roten Armee besetzt und anschließend von der Sowjetunion der Volksrepublik Polen zur Verwaltung überlassen.

### Demographie
| Jahr | Einwohner | Anmerkungen |
| ---- | --------- | --- |
| 1783 | 0498      | größtenteils Polen, keine Juden, in 67 Häusern |
| 1788 | 0498      | in 64 Häusern |
| 1802 | 0354      | [ 6 ] |
| 1816 | 0572      | davon 16 Evangelische, 545 Katholiken und elf Juden; nach anderen Angaben 312 Einwohner, darunter nur sechs Lutheraner (Einwohner im Kloster: fünf Priester und drei Laienbrüder)     |
| 1821 | 0758      | in 101 Häusern |
| 1826 | 0900      | in 102 Häusern |
| 1837 | 0792      | [ 1 ] |
| 1843 | 0957      | [ 1 ] |
| 1858 | 1118      | [ 1 ] |
| 1861 | 1202      | [ 1 ] |
| 1885 | 1977      | davon 374 Evangelische und 158 Juden |
| 1900 | 3513      | meist katholische Einwohner, darunter 475 Evangelische und 97 Juden |
| 1910 | 3770      | am 1. Dezember, davon 599 mit deutscher Muttersprache (486 Evangelische, 49 Katholiken, drei sonstige Christen, 61 Juden) und 3156 mit polnischer Muttersprache (sämtlich Katholiken) |

## Persönlichkeiten
- Harald Bräuniger (1911–1988), Pharmazeut und Hochschullehrer